# جيريت سميث (لاعب اتحاد الرغبي)
جيريت سميث (بالإنجليزية: Gerrit Smith)‏ هو لاعب اتحاد الرغبي جنوب أفريقي، ولد في 12 فبراير 1988 في بريتوريا في جنوب أفريقيا.